# Fosforworm
De fosforworm (Microscolex phosphoreus) is een ringwormensoort die voor het eerst werd beschreven in 1837 door Dugès. De soort hoort bij het geslacht Microscolex en komt voor in de Acanthodrilidae-familie. De Catalogue of Life vermeldt geen ondersoorten.

## Kenmerken
De fosforworm is een kleine soort met een lichaamslengte van tussen 10 en 35 millimeter en een lichaamsbreedte van ongeveer 1-1,5 millimeter. De kleur van de worm varieert van lichtgeel tot wit.
De worm beschikt over bioluminescentie, oftewel het vermogen om vanuit het lichaam licht op te wekken. De soort doet dit door lichtgevend slijm af te geven, en doet dit wanneer het zich bedreigd voelt. Het slijm dat wordt afgegeven heeft een groene gloed.

## Voorkomen
De fosforworm is waarschijnlijk een inheemse soort uit Zuid-Amerika. Tegenwoordig wordt de soort naast Zuid-Amerika ook gevonden in Japan, waar de worm al sinds 1934 bekend is, en soms in Europa. Sinds 2005 wordt er regelmatig melding gemaakt van de aanwezigheid van de worm in het Verenigd Koninkrijk en in oktober 2018 werd de worm voor de eerste keer in Nederland gezien op het eiland Texel. In november 2018 werd er een nieuwe waarneming gedaan in Wageningen.